# SimplyMEPIS
SimplyMEPIS (Managerial, Educational and Personal Information Systems) war eine auf Debian GNU/Linux basierende Linux-Distribution. Die Distribution wurde von Warren Woodford (aus Morgantown, West Virginia, USA) ab November 2002 eigenständig entwickelt, da er mit den diversen Linux-Distributionen unzufrieden war. Woodfords Ziel ist die Entwicklung einer Distribution, die das tut, was der Anwender möchte. Linux-Distributionen wie SuSE, Red Hat oder Mandriva sind seiner Meinung nach für den einfachen Anwender ohne IT-Kenntnisse zu schwer zu verstehen und zu gebrauchen. Der Name soll auch nach Memphis, Tennessee, USA benannt sein, die Einwohner sprechen ihre Stadt ähnlich wie Mepis aus.

## Details
Bei der Distribution handelte es sich um eine Live-CD, die ohne Installation ausprobiert werden konnte, aber auch eine Installation auf der Festplatte wurde unterstützt. Die Linux-Distribution verfügte über automatische Hardwareerkennung und -konfiguration, sowie die Möglichkeit, die Größen von NTFS-Partitionen zu verändern. Weitere Features waren der ACPI-Stromsparmodus, die WiFi-Unterstützung, Anti-Aliasing-TrueType-Schriftarten sowie eine Firewall. Als grafische Benutzeroberfläche diente das weit verbreitete KDE.

## Weiterentwicklungen
Die Distribution wurde ursprünglich unter dem Namen MEPIS entwickelt, den heute aber nur noch die entwickelnde Firma trägt. Anfang 2004 wurde MEPIS in zwei Versionen, SimplyMEPIS und ProMEPIS, aufgespalten. Die Haupt-Distribution wurde in der Zwischenzeit in SimplyMEPIS umbenannt. Daneben ist eine kommerzielle Variante namens ProMEPIS für Unternehmen und Entwickler geplant, jedoch bis heute nicht erschienen. Eine Ende 2004 erstmals erschienene, kommerzielle und speziell für Deutschland entwickelte Version unter dem Namen SphinxOS wurde schon Mitte 2005 wegen zu großer Konkurrenz – insbesondere durch Ubuntu – wieder eingestellt. Eine Gruppe Freiwilliger begann daraufhin, die Distribution als Community-Projekt fortzusetzen, aber auch dieses Vorhaben scheiterte letztendlich. Hintergrund waren markenrechtliche Probleme, da sowohl die Rechte an der Marke SphinxOS als auch an zum Beispiel dem Installer und dem System-Center der Distribution bei Dritten lag und liegt.
Die Version 6.5 basiert technisch auf Ubuntu, um so von dessen Weiterentwicklungen zu profitieren. Im Juni 2007 kündigte MEPIS-Hauptentwickler Warren Woodford allerdings an, in Zukunft doch wieder auf Debian GNU/Linux zu setzen, da sich seine Erwartungen an Ubuntu nicht erfüllt hätten. Insbesondere werden in alten Ubuntu-Versionen nur Fehler behoben, aber keine neuere Software hinzugefügt. Nach etlichen Verzögerungen wurde SimplyMEPIS 7.0 am 23. Dezember 2007 veröffentlicht. Es enthält einige Neuerungen, unter anderem neuere Pakete wie Kernel 2.6.22.14 oder OpenOffice.org 2.3.
Kurz nach Freigabe der MEPIS-Tools unter einer Apache-Lizenz wurden diese durch Mitglieder der weltweit aktiven MEPIS-Community für die Veröffentlichung von Version 8.0 weiter verbessert. SimplyMEPIS 8.0 basiert auf Debian GNU/Linux 5.0 („Lenny“) und enthält den Linux-Kernel 2.6.27-18. Zu der Vielzahl an aktualisierten Softwarepaketen zählen unter anderem KDE 3.5.10, OpenOffice.org 3.0 sowie Firefox 3.0.6.
Neben den „offiziellen“ Paketquellen von MEPIS werden von der MEPIS-Community eigene Paketquellen unterhalten, die jeweils aktuelle Programmupdates enthalten sowie zusätzliche Softwarepakete.
Alle Mepis-Pakete der Version 8 sind kompatibel zu Debian Lenny und können auch auf einem Rechner mit Debian Lenny installiert werden.
Während SimplyMEPIS CD-Abbilder als freier Download verfügbar sind, ermutigt MEPIS zufriedene Nutzer, kostenpflichtigen Zugang zu Premium-Servern zu buchen, worin die einzige Einkommensquelle des Unternehmens besteht.

### MEPIS antiX

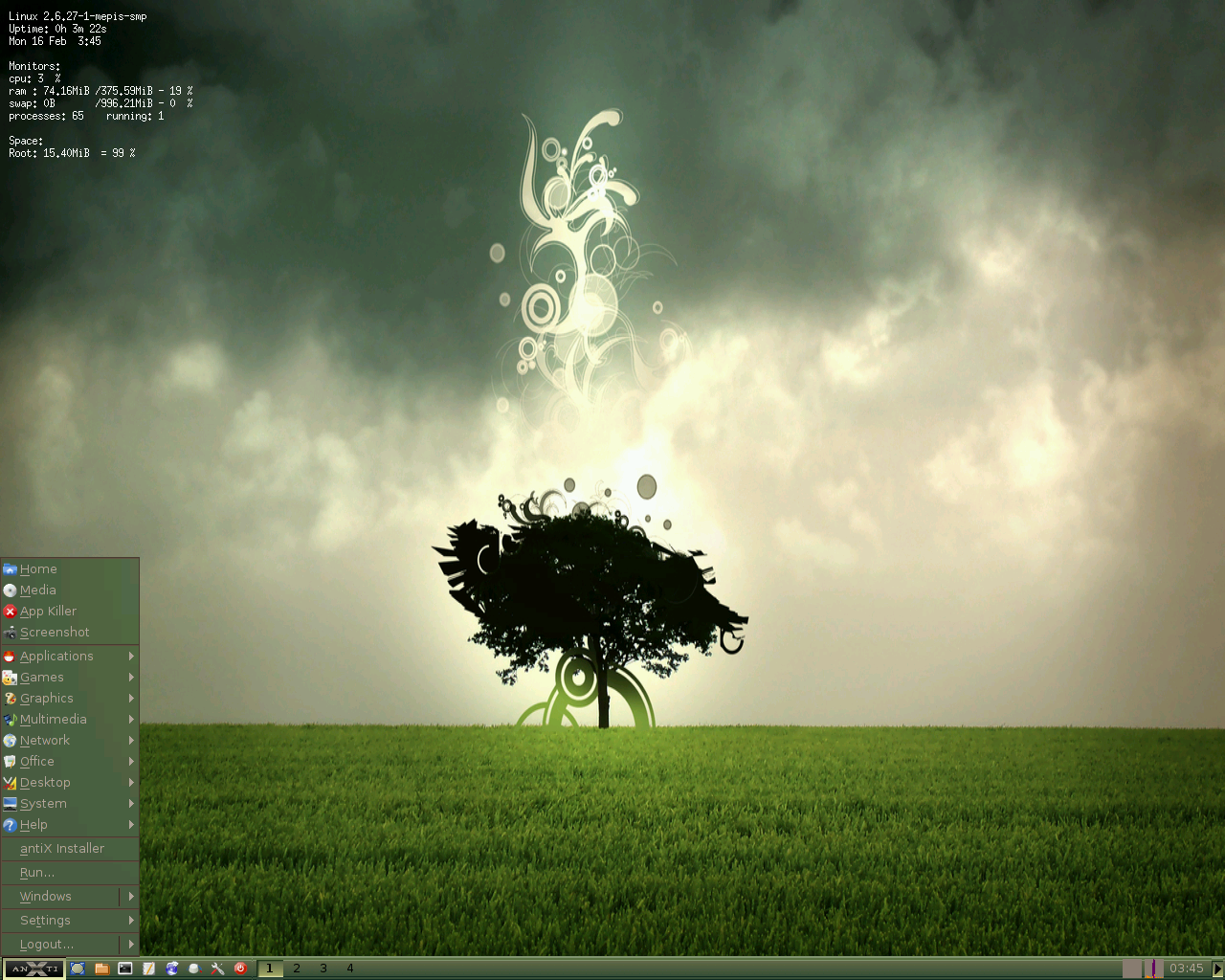
Bildschirmfoto von MEPIS antiX 8

Seit der Veröffentlichung der SimplyMEPIS-Version 6.5 gab es mit MEPIS antiX ein schlankes Derivat für ältere Computer ab 64 MB RAM. MEPIS antiX wurde von der Community unterstützt und ist kostenlos erhältlich. Als Fenstermanager wurde Fluxbox verwendet. Aus MEPIS antiX hat sich die eigenständige Linux-Distribution antiX entwickelt.

### MX-Linux
Aus einer Zusammenarbeit des antiX-Teams mit der MEPIS-Gemeinschaft ist die Distribution MX Linux hervorgegangen.

## Versionsgeschichte
| Legende: | Alte Version | Ältere Version; noch unterstützt | Aktuelle Version | Aktuelle Vorabversion | Zukünftige Version |

| Version     | Veröffentlichungsdatum | Anmerkungen und wichtige Änderungen |
| ----------- | ---------------------- | --- |
| 2003.06     | 10. Mai 2003           | |
| 2003.08     | 5. September 2003      | |
| 2003.10     | 26. November 2003      | |
| 2004.06     | 15. Dezember 2004      | |
| 3.3.1       | 12. Mai 2005           | |
| 3.3.2       | 25. August 2005        | |
| 3.3.3       | 5. November 2005       | |
| 3.4-3       | 8. Februar 2006        | |
| 6.0         | 21. Juli 2006          | |
| 6.5         | 4. April 2007          | |
| 7.0         | 23. Dezember 2007      | |
| 8.0         | 22. Februar 2009       | |
| 8.5         | 30. März 2010          | erstmals KDE4 für simplyMEPIS |
| 11.0        | 5. Mai 2011            | basiert auf Debian GNU/Linux 6.0 („Squeeze“) |
| 12.0 beta 2 | 10. August 2013        | Version M12 11.9.92, basiert auf Debian GNU/Linux 7.0 („Wheezy“). Seither erfolgte keine Veröffentlichung, die Distribution gilt bei Distrowatch als eingestellt. |